# 암피폴리스
암피폴리스(고대 그리스어: Ἀμφίπολις)는 고대 그리스의 도시이다. 에게해로 흐르는 스트루마강 동쪽의 고원에 기원전 437년에 건설되었고, 8세기경에 폐허가 되었다. 현재 암피폴리(현대 그리스어: Αμφίπολη)는 중앙마케도니아 주 세레스 현의 마을(데모스)이며, 이 지역이 그리스 왕국령이 되었을 때 고대 도시 암피폴리스를 따서 도시 이름을 지었다. 2001년 인구조사에 따르면, 인구는 3,623명이다.

## 역사
고고학의 검증에 따르면, 암피폴리스 부근에서는 기원전 3000년경부터 인간이 거주하고 있던 것 같다. 전략적 지형이었기 때문에, 이 지역은 매우 일찍부터 요새화되어 있었다. 기원전 480년에 페르시아 왕 크세르크세스 1세가 이 땅을 점령하고 강 신에게 제물로 9명의 청년과 9명의 처녀가 생매장되었다. 또한 기원전 479년에는 마케도니아 왕국의 알렉산드로스 1세가 페르시아 군의 잔류병을 근처에서 이겼다.
기원전 5세기에 아테네를 맹주로 하는 델로스 동맹이 트라키아 지방의 지배를 반석 위에 올려하려 했다. 자원이 풍부한 트라키아 지방은 판가이온힐스 산맥에서 금과 은을 캐낼 수 있었고, 또한 해군의 건설에 필요한 목재도 많이 조달할 수 있는 지역이었다. 또한 트라키아 지방은 스키타이에서 아테네에 식량이 공급되는 바닷길에 있으며 아테네에게는 매우 중요한 지역이었다.
기원전 497년, 밀레토스의 참주 히스티아이오스가 처음으로 식민지를 건설하고 또한 기원전 465년 아테네가 ‘엔니아 호도이’(Ennea-Hodoi, ‘9개의 길’이라는 뜻)에 식민지를 건설했다. 그러나 이들 10,000여명이 살았던 식민지들은 트라키아인들에게 학살당하는 결과를 가져왔다. 니키아스의 아들 하그논이 지도자였던 기원전 437년에 같은 장소에 두 번째 식민지를 건설했다. 이 마을을 암피폴리스(‘마을 주변’이라는 뜻)라고 이름 지었다. 이 명칭에 대해 사전 편찬에서 많은 논의가 이루어지고 있지만, 스트루마강이 마을의 두 방향을 ‘마을 주변’ 주위에 흐르고 있어서 생긴 이름이라고 투키디데스는 설명하고 있다. 또한 9세기에 편찬된 에티몰로기컴 게누이놈에는 암피폴리스에 대해 “암피폴리스는 아테네인 혹은 트라키아인 마을이 스트루마강에 둘러싸여 있었기 때문에 과거엔 ‘9개의 길’이라고 했다”라고 기재되어 있다. 그 설명은 실제로 마을의 위치와 일치하며 투키디데스의 설명도 겹쳐있다. 수이다스 사전이나 포티오스 사전에서는 또 다른 이론이 언급되어 있으며, 페리안드로스의 아들 마르시아스에 따르면, 주민 대부분이 ‘마을 주변’에 거주했기 때문에 생긴 이름이라는 설이 나와 있다. 그러나 가장 유력한 설은 율리오스 포르데오케스에 의해 제창된 것으로, ‘마을 주변’에 지협이 있었기 때문에 생긴 이름이라는 설이다.
그 암피폴리스는 주민 중 아테네 사람은 극소수였지만, 아테네의 트라키아 지방의 중요한 거점이 되었다. 이 때문에 펠로폰네소스 전쟁에서 아테네 편을 들었다. 이때 스파르타 세력에게 공격을 받은 암피폴리스 일대를 구하기 위해 아테네의 구원군이 파견되었지만, 군을 이끌었던 스토라테고스의 투키디데스는 에이온 마을은 끝까지 지켜냈지만, 암피폴리스를 탈환할 수 없기 때문에, 도편 추방을 통해 추방당했다. 다음 사령관이 되었던 클레온도 기원전 422년에 암피폴리스 전투에서 패배하였다. 이 전투에서 클레온이 전사하고, 스파르타의 장군 브라시다스 역시 부상당하고 승전 소식을 들은 후 사망했다. 브라시다스가 암피폴리스에 묻혔기 때문에 그를 마을의 창시자라고 여기고 있다. 그후 암피폴리스는 아테네의 공격에도 불구하고 독립을 계속 유지했지만, 마케도니아 왕국의 필리포스 2세에 의해 함락 당하고 말았다.